# Selago innata
Selago innata är en flenörtsväxtart som beskrevs av Markötter. Selago innata ingår i släktet Selago och familjen flenörtsväxter. Inga underarter finns listade i Catalogue of Life.